# Тигровый глаз

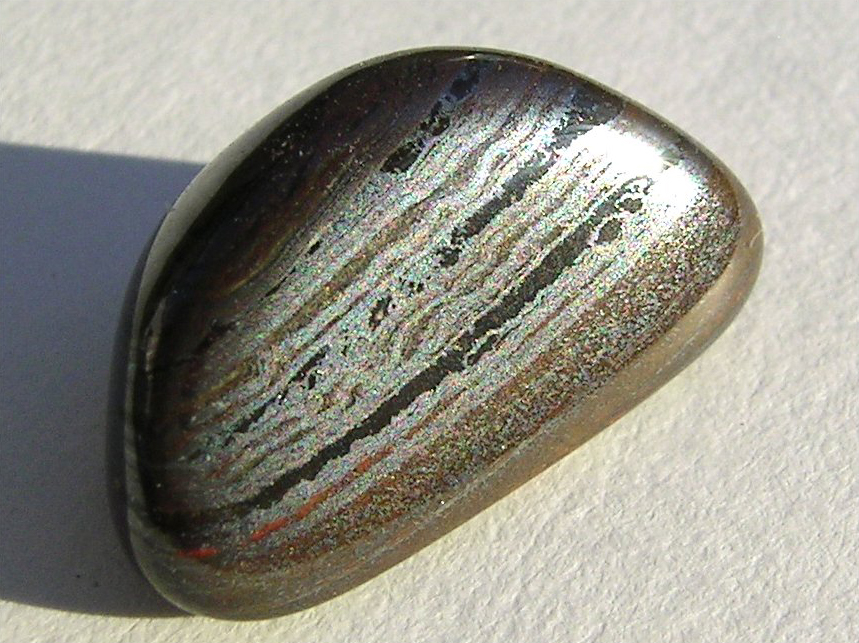

Тигровый глаз — жильная горная порода, декоративно-поделочный камень, продукт выветривания соколиного глаза, образующегося за счёт замещения тонковолокнистых прожилков минерала рибекита (щелочной амфибол) полупрозрачным кварцем или халцедоном. Этот камень имеет красивую золотисто-жёлтую или золотисто-коричневую окраску и шелковистый отлив на полированной поверхности. Цвет тигрового глаза обусловлен включениями гидроокислов железа (гётит FeOOH, лимонит).

## Условия образования
Происхождение исходного минерала крокидолита — магматическое. Образуется в субщелочных гранитах совместно с кварцем и другими минералами, где амфиболы образуются по трещинам.
Встречается в виде прожилок совместно с соколиным глазом.
Замещение рибекита (устар. назв. крокидолит) кварцем и гидроокислами железа происходит в гидротермальных условиях, поэтому тигровый глаз, а равно и соколиный глаз можно отнести к минералам гидротермального происхождения. Причём замещение происходит сначала гидроокислами железа, а затем кварцем.

## Месторождения
Месторождения, где найден тигровый глаз: Южная Африка, Мьянма, Западная Австралия, Индия, США (Калифорния), Средняя Азия, Россия (Восточная Сибирь), Украина (Кривой Рог).

## Применение
Сравнительно недорогой поделочный камень, популярный материал для всевозможных ювелирных украшений и мелких резных художественных изделий.
В Древнем Риме строители вмуровывали кусочки тигрового глаза между камнями дорожного полотна для того, чтобы дорога была видна ночью.